# Heinrich Graetz

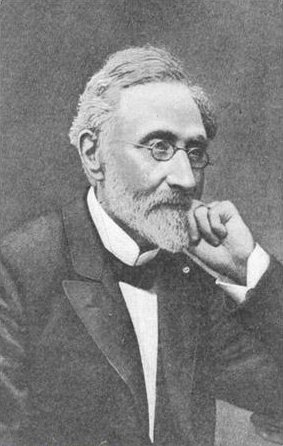
Heinrich Graetz, circa 1885

Heinrich Graetz (Hirsch Graetz) (geboren am 31. Oktober 1817 in Xions, Großherzogtum Posen; gestorben am 7. September 1891 in München) war ein deutscher Historiker jüdischer Abkunft. Seine Geschichte der Juden von den ältesten Zeiten bis auf die Gegenwart ist ein Standardwerk der Geschichtsschreibung des 19. Jahrhunderts und eine der wirkmächtigsten Gesamtdarstellungen der jüdischen Geschichte überhaupt.

## Leben
Heinrich Graetz wurde als Erstgeborener von drei Kindern des Inhabers eines kleinen Fleischereibetriebes, Jakob Graetz (gest. 1876), in Xions in der preußischen Provinz Posen geboren. Jiddisch war seine Muttersprache.
Nicht zuletzt wegen der ärmlichen Verhältnisse innerhalb der Familie wurde er 1831 zu Verwandten nach Wollstein geschickt, wo er die talmudischen Vorträge des Rabbiners Samuel S. Munk besuchte.
Vom 8. Mai 1837 bis Ende Juli 1840 lebte er als Schüler und literarische Hilfskraft („Famulus“) im Hause von Samson Raphael Hirsch, des damaligen Landesrabbiners von Oldenburg, des führenden Vertreters der (Neo-)Orthodoxie im deutschen Judentum des 19. Jahrhunderts.
Nach dem Abschied aus dem Hause Hirschs nahm er gegen Ende 1840 (bis Juli 1842) in Ostrowo einen Hofmeisterposten an, um sich finanzielle Mittel für den Universitätsbesuch zu verschaffen.
Anschließend ging er nach Breslau, wo er sich auch publizistisch in die dortigen Auseinandersetzungen innerhalb der jüdischen Gemeinde einschaltete und insbesondere als Gegner des die Reform vorantreibenden Gemeinderabbiners Abraham Geiger, der zu dieser Zeit als charismatische Persönlichkeit und gewaltiger Kanzelredner gefürchtet war, auftrat. Ab 1842 hatte er als Autodidakt mit ministerieller Sondererlaubnis die Universität Breslau besucht, trieb dort geschichtliche, philosophische, orientalische und physikalische Studien und wurde im April 1845 an der Universität Jena zum Dr. phil. promoviert mit der in Latein verfassten Arbeit De autoritate et vi, quam gnosis in Judaïsmum habuerit (unter anderem auch das Sefer Jetzira behandelnd), deren deutsche Fassung 1846 unter dem Titel Gnostizismus und Judentum veröffentlicht wurde. In Breslau besuchte er das katholische Schullehrerseminar und erhielt am 4. November 1847 das Befähigungszeugnis.

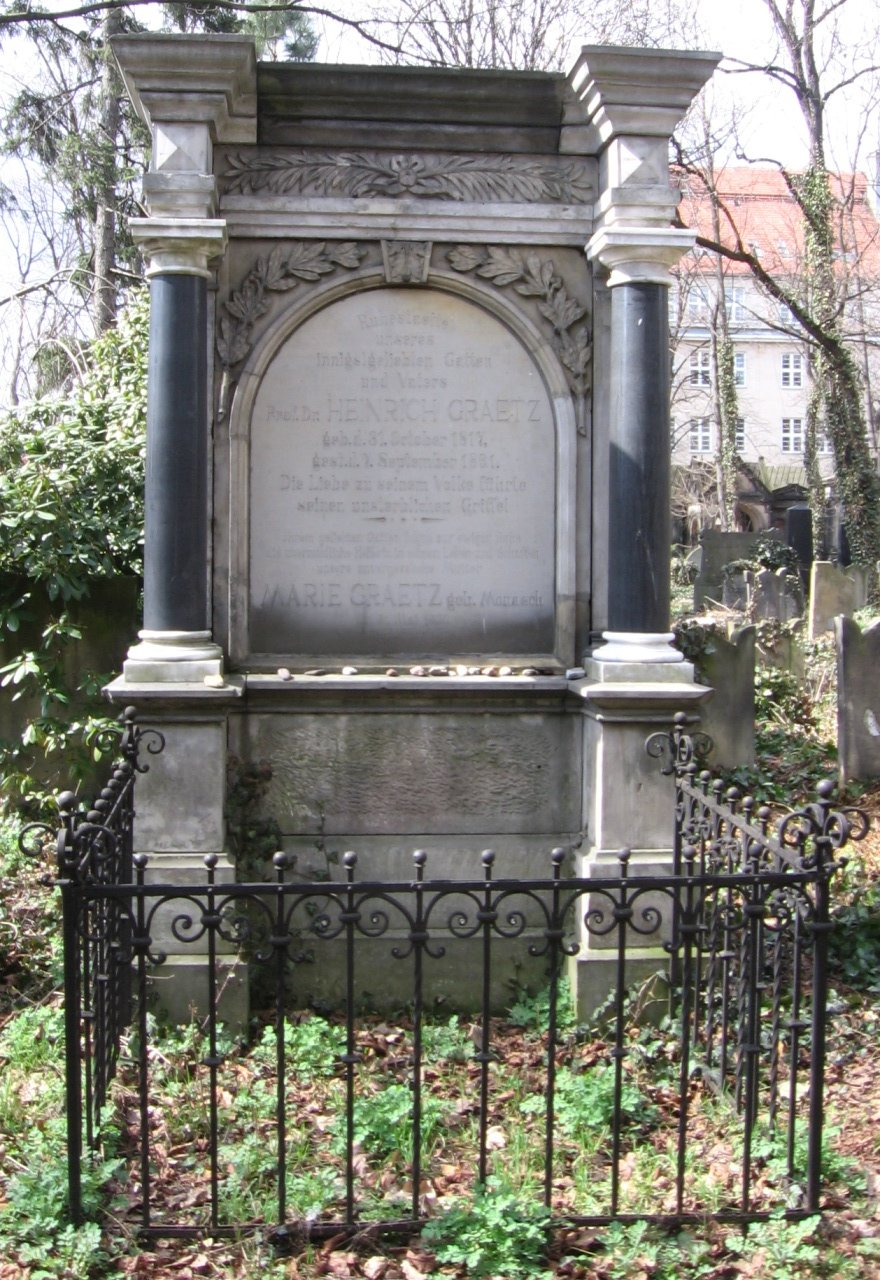
Grab von Heinrich Graetz

Im Winterhalbjahr 1852/1853 hielt er in Berlin Vorlesungen über jüdische Geschichte. Nach Stationen als Leiter einer Religionsschule in Breslau, dann 1849 in Nikolsburg, wurde er am 12. September 1850 Leiter der jüdischen Schule in Lundenburg, Mähren (die Stelle hatte ihm Hirsch, der inzwischen Landesrabbiner im mährischen Nikolsburg geworden war, besorgt). 1853 wurde er von Zacharias Frankel, mit dem ihn seit 1846 eine enge Freundschaft und Gesinnungsgenossenschaft verband, zum Dozenten für jüdische Geschichte an das neu gegründete Jüdisch-Theologische Seminar in Breslau berufen und wirkte hier 37 Jahre bis zu seinem Tode als der „vielgefeierte und hochverehrte Dozent“ (Salomon Wininger) für jüdische Geschichte und Bibelkritik. Im Dezember 1869 wurde er von der preußischen Regierung auch zum Honorarprofessor an der Universität Breslau ernannt, an jener Universität, an der er einst erst nach Überwindung großer Schwierigkeiten zur Immatrikulation zugelassen worden war. Die königliche spanische Akademie der historischen Wissenschaften zu Madrid ernannte ihn, auch in Anerkennung seiner objektiven Darstellung der Judenvertreibung aus Spanien, zu ihrem Ehrenmitglied (27. Oktober 1888).
Von 1869 bis 1887 gab er auch die Monatsschrift für Geschichte und Wissenschaft des Judentums heraus.
Graetz besuchte 1872 im Auftrag der Alliance Israélite Universelle Palästina und gründete in Jerusalem ein Waisenhaus.
Im Oktober 1850 heiratete er Marie Monasch (gestorben am 31. Mai 1900). Der Physiker Leo Graetz (1856–1941) war sein ältester Sohn. Daneben hatten sie drei weitere Söhne und eine Tochter.
Das Grab von Heinrich Graetz befindet sich auf dem Alten Jüdischen Friedhof in Breslau (Wrocław).

## DieGeschichte der Juden
Seine elfbändige Geschichte der Juden von den Anfängen bis auf die Gegenwart ist das erste moderne umfassende jüdische Geschichtswerk des späten 19. Jahrhunderts und wurde in mehrere Sprachen übersetzt. Es bot ein neuartiges Bild der jüdischen Geschichte: Für ihn war sie keine reine Religionsgeschichte, sondern hatte einen überreligiösen Zusammenhang, der sich zwar vor allem in der Ethik widerspiegelte, der aber auch national verstanden werden sollte. Den Ereignissen der jüdischen Geschichte gab Graetz eine neue Bedeutung. So wurden z. B. die Hasmonäer bzw. Makkabäer, die eigentlich für die Freiheit der jüdischen Religion kämpften, in seinen Büchern „Nationalgesinnte“, „Männer (…), welche ihr Vaterland liebten“. Er übertrug somit die moderne Nationalstaatsidee des 18. und 19. Jahrhunderts auf frühere Zeiten. Graetz wurde durch sein Werk zu einem der Vorläufer des Zionismus, wenn er selbst auch die Beteiligung an der Chibbat-Zion-Bewegung abgelehnt hatte und nicht an die Möglichkeit der Wiedererrichtung eines jüdischen Staates in Palästina glaubte.

### Ausgaben
Geschichte der Juden. Von den ältesten Zeiten bis auf die Gegenwart. Aus den Quellen neu bearbeitet (11 Bände, Berlin 1853–1875, mehrere Ausgaben und Übersetzungen; Ausgabe letzter Hand Leipzig 1890–1909; gekürzt Volkstümliche Geschichte der Juden, 3 Bände, viele Auflagen); die Ausarbeitung seines Hauptwerkes hat Graetz nicht chronologisch fortschreitend, sondern punktuell, teilweise rückschreitend vorgenommen:
- - Geschichte der Juden …, Band IV.: Vom Untergang des jüdischen Staates bis zum Abschluss des Talmud, Berlin 1853
  - Geschichte der Juden …, Band III.: Von dem Tode Juda Makkabis bis zum Untergange des judäischen Staates, 1855 (1856?)
  - Geschichte der Juden …, Band V.: Vom Abschluss des Talmuds 500 bis zum Aufblühen der jüdisch-spanischen Kultur 1027, Magdeburg 1860
  - Geschichte der Juden …, Band VI.: Vom Aufblühen der jüdisch-spanischen Kultur 1027 bis Maimunis Tod, Leipzig 1861
  - Geschichte der Juden …, Band III., 2. Auflage. Leipzig 1862 (mit dem neuen Kapitel zur Entstehung des Christentums, das in der 1. Auflage. wegen allzu skrupolöser [sic] Bedenklichkeit des Verlegers ausgelassen war [Vorwort])
  - Geschichte der Juden …, Band VII.: Von Maimunis Tod 1205 bis zur Verbannung der Juden aus Spanien und Portugal. Erste Hälfte, Leipzig 1863
  - Geschichte der Juden …, Band VIII.: Von Maimunis Tod 1205 bis zur Verbannung der Juden aus Spanien und Portugal. Zweite Hälfte, Leipzig 1864
  - Geschichte der Juden …, Band IV., 2. Auflage. Leipzig 1866
  - Geschichte der Juden …, Band IX.: Von der Verbannung der Juden aus Spanien und Portugal 1494 bis zur dauernden Ansiedelung der Marranen in Holland 1618, 1866
  - Geschichte der Juden …, Band X.: Von der dauernden Ansiedelung der Marranen in Holland 1618 bis zum Beginne der Mendelssohnschen Zeit 1750, Leipzig 1868
  - Geschichte der Juden …, Band XI.: Vom Beginne der Mendelssohnschen Zeit 1750 bis in die neueste Zeit 1848, Leipzig 1870 [der umstrittenste Band, da u. a. in die aktuelle Tagespolitik eingreifend][12]
  - Geschichte der Juden …, Band V., 2., verb. Auflage. Leipzig 1871
  - Geschichte der Juden …, Band VI., 2., verb. Auflage. Leipzig 1871
  - Geschichte der Juden …, Band VII., 2., verb. Auflage. Leipzig 1873
  - Geschichte der Juden …, Band I.: Geschichte der Israeliten von ihren Uranfängen (um 1500) bis zum Tode des Königs Salomo (um 977 vorchristl. Zeit), Leipzig 1874 [von Graetz verfasst, nachdem sich sein Traum einer Palästinareise erfüllt hatte: Ich möchte nicht eher an die Schilderung dieser grundlegenden, gnadenreichen Zeit, von Mose bis Jeremia, von dem flammenden Sinai bis zu den rauchenden Trümmern Jerusalems und von der babylonischen Gefangenschaft bis zu den Kämpfen der Makkabäer herangehen, bis ich den Schauplatz dieser Begebenheiten mit eigenen Augen gesehen habe][13]
  - Geschichte der Juden …, Band II., erste Hälfte: Vom Tode des Königs Salomo bis zum babylonischen Exile 586, Leipzig 1875
  - Geschichte der Juden …, Band II., zweite Hälfte: Vom babylonischen Exile 586 bis zum Tode des Juda Makkabi 160, Leipzig 1876
  - Geschichte der Juden …, Band III. (1. u. 2. Hälfte), dritte, verbesserte u. stark vermehrte Auflage. Leipzig 1878
  - Geschichte der Juden …, Band III., (1. u. 2. Hälfte), vierte, verbesserte u. stark vermehrte Auflage. Leipzig 1888
  - Geschichte der Juden …, Band VIII. (2. Hälfte), dritte Auflage. Leipzig 1890
  - Geschichte der Juden …, Band IX., dritte Auflage. Leipzig 1891

- Nach Graetz’ Tod:
  - Geschichte der Juden …, Band IV., bearbeitet durch Rabbiner Dr. F. Rosenthal, 1893
  - Geschichte der Juden …, Band VI., bearbeitet durch Rabbiner Dr. F. Rosenthal, 1894
  - Geschichte der Juden …, Band VII., bearbeitet durch Rabbiner Dr. J. Guttmann, 1894
  - Geschichte der Juden …, Band V., dritte verb. Auflage. 1895 (mit Zusätzen v. Prof. A. Harkavy in Petersburg über die Entstehung des Karäismus und mit Fußnoten von S. J. Halberstam in Bielitz)
- Für die folgenden Ausgaben/Auflagen vgl. bei M. Brann
- Nach den von Brann besorgten Ausgaben:
  - Geschichte der Juden …, Band IV., 4., verm. u. verb. Auflage. bearb. Dr. S. Horovitz, 1908
  - Geschichte der Juden …, Band V., 4., verb. u. erg. Auflage. bearb. Dr. S. Eppenstein, 1909
  - Geschichte der Juden …, Band VI., 4. Auflage. bearb. Dr. S. Eppenstein, ohne Jahr (1909)
- Volkstümliche Geschichte der Juden, I.-III., Leipzig 1888
- Geschichte der Juden ..., 11 Bände in 13 Teilen, Berlin 1996[14]
- Digitale Ausgabe
- Directmedia Publishing, Berlin 2004, Digitale Bibliothek (Produkt) Band 44. CD-ROM, DNB 972267352
- Leipzig [1908] Digitalisat. zeno.org

### Inhalt
- Erster Band: Die Vorgeschichte · Die Einnahme des Landes Kanaan · Die Richterzeit · Eli und Samuel · Saul · David und Isch-Boschet · Salomo · Gesetz und Sitten · Kunst und Literatur
- Zweiter Band (Teil 1 und 2): Die Reichsspaltung · Das Haus David und die Jehuiden · Die Usianische Zeit · Das Ende des Zehnstämmereiches und das Haus Davids · Die Thora · Der Untergang des Reiches Samaria · Abfall von Assyrien · König Josia und die neue Ordnung · Juda’s Niedergang · Untergang des judäischen Reiches
- Dritter Band (Teil 1 und 2): Jonathan · Der jüdische Alexandrinismus · Simon · Johann Hyrkanos · Salome Alexandra · Bruderkampf um die Krone · Antigonos und Herodes · Archelaus und die ersten römischen Landpfleger · Der galiläische Krieg · Untergang des jüdischen Staates
- Vierter Band: Erstes Tanaiten-Geschlecht · Verhältnis des Christentums zum Judentum · Politische Lage der Juden unter Domitian · Hadrianische Regierungszeit · Aufstand unter Bar-Kochba · Letztes Tanaiten-Geschlecht · Lage der Juden in Babylonien und den parthischen Ländern · Das Amora-Geschlecht · Kaiser Julian
- Fünfter Band: Babylonien und Judäa · Lage der Juden in Europa · Die Juden der arabischen Halbinsel · Mohammed und die Juden · Das erste gaonäische Jahrhundert · Lage der Juden im fränkischen Kaiserreiche · Das Sinken des Exilarchats und die Anfänge einer jüdisch-wissenschaftlichen Literatur · Blütezeit der jüdischen Wissenschaft · Morgenröte der jüdisch-spanischen Kultur und Verfall des Gaonats
- Sechster Band: Untergang des Gaonats und erstes rabbinisches Zeitalter · Zweites rabbinisches Zeitalter · Der erste Kreuzzug und seine Leiden · Drittes rabbinisches Zeitalter · Viertes rabbinisches Zeitalter · Maimonides
- Siebter Band: Neue Stellung der Juden in der Christenheit · Die innere Parteiung und ihre Folgen · Die Geheimlehre der Kabbala · Verfängliche Disputationen und Scheiterhaufen für den Talmud · Das Zeitalter Ben-Aderets und Ascheris · Fortbildung der Kabbala und Ächtung der Wissenschaft · Die erste Vertreibung der Juden aus Frankreich · Zeitalter der Ascheriden und des Gersonides · Der Schwarze Tod · Die Macht der kastilianischen Juden unter Don Pedro
- Achter Band: Das Zeitalter des Chasdai Crescas und Isaak Ben-Scheschet · Apostaten und literarische Fehden · Das judenfeindliche Kleeblatt und das ausgedehnte Religionsgespräch von Tortosa · Die Hussiten und die Juden · Capistrano und seine Hetzereien gegen die Juden · Der letzte Schimmer der spanischen Juden · Die Juden in Italien · Die Juden in Deutschland und der Türkei · Die Inquisition in Spanien · Vertreibung der Juden aus Spanien · Vertreibung der Juden aus Navarra und Portugal
- Neunter Band: Folgen der Vertreibung der Juden aus Spanien und Portugal · Der Streit um den Talmud · Humanisten und Dunkelmänner · Der Reuchlin’sche Streit und die lutherische Reformation · Die Kabbala und messianische Schwärmerei, die Marranen und die Inquisition · Einheitsbestrebung der Juden im Morgenlande und ihre Leiden im Abendlande · Die Juden in der Türkei · Don Josef Nassi · Salomo Aschkenasi · Die Juden in Polen · Ansiedlung der Juden in Holland · Erste schwache Anfänge zu ihrer Gleichstellung
- Zehnter Band: Das holländische Jerusalem · Die deutschen Juden und der Dreißigjährige Krieg · Chmielnicki und die Verfolgung der Juden in Polen durch die Kosaken · Neue Ansiedlung der Juden in England und Manasse Ben-Israel · Spinoza und Sabbataï Zewi · Schatten und Licht · Allgemeine Verwilderung in der Judenheit
- Elfter Band: Die Mendelssohn’sche Epoche · Das neue Chassidäertum · Die Französische Revolution und die Emanzipation der Juden · Das jüdisch-französische Synhedrion und die jüdischen Konsistorien · Die Reaktion und die Deutschtümelei · Börne und Heine · Die Reform und das junge Israel · Das erwachende Selbstgefühl und die jüdische Wissenschaft · Das Jahr 1840 und die Blutanklage von Damaskus · Die letzten Jahre vor den Februar- und Märzstürmen

### Übersetzungen (ganz und in Teilen; Auswahl)
- englisch:
  - S. Tuska, Cincinnati 1867
  - James K. Gutheim, New York 1873
  - Bella Löwy, London 1891
  - London 1892
  - Philadelphia 1892–1901
- französisch:
  - Maurice Hess, Paris 1867
  - Moses Hess, Paris 1872
  - M. Wogue / Moise Bloch, Paris 1882, 1884, 1888, 1893, 1897
- hebräisch:
  - A. Kaplan, Wien 1875–1876
  - K. Schulmann, Wien 1876
  - Sch. P. Rabinowitz, Warschau 1888
  - Warschau 1890, 1892, 1894, 1895, 1897, 1899
  - Nachum Sokolow, Warschau 1905
  - weitere Übersetzung durch Zitron (Jahr unbekannt)
- jiddisch:[15]
  - Joseph Judah Lerner, Warschau 1897–1898
  - J. L. Leiserowitz, Warschau 1910
  - Warschau 1913 (7 Teile in 3 Bänden, Vorwort v. Hillel Zeitlin)
  - J. Spiro, Warschau 1915–1918 (12 Teile, illustriert)
  - jiddische Bearbeitung der Volkstümlichen Geschichte durch Jakob Dinesohn (bis auf Band I., den Lerner lieferte), 1885
- polnisch:
  - Warschau 1902, 1908, 1914
- russisch:
  - Moskau 1880
  - Simon Dubnow übersetzte 1881 Graetz’ Volkstümliche Geschichte ins Russische
  - Moskau 1883 (2. Auflage)
  - Moskau 1884, 1888
  - übers. Schwarzmann (Volksausgabe), Kiew 1888
  - weitere Ausgaben 1901, 1902, 1904–1908 (z. T. Red. O. Imber, Odessa)
- ungarisch:
  - Max Szabolcsi, 6 Bände, Budapest 1906–1908

### Einschätzungen, Bewertungen, Kritik

#### Hirsch
Sein einstiger Lehrer und Gönner Samson Raphael Hirsch widmete der Graetzschen Geschichtsschreibung von Anfang an in seinem Organ Jeschurun die größte Aufmerksamkeit und lieferte – darin schon den Wert der Graetzschen Arbeit bezeugend – ausführlichste Kritiken, in Einzelheiten und in der Gesamttendenz. Prinzipiell lagen die beiden Männer inzwischen so weit auseinander, dass keine gemeinsame Basis mehr gefunden werden konnte. Hirsch, grundsätzlich von einem ahistorischen, überzeitlichen Konzept ausgehend, leugnete grundsätzlich die menschliche Einflussmöglichkeit auf einen vor aller Zeit vorhergesehenen Geschichtsablauf, für Hirsch waren die Talmudgelehrten zum Beispiel nur die Träger der Tradition, nicht deren Schöpfer, historische Entwicklungen finden nicht statt (seien vielmehr das Produkt der Graetzschen Phantasie), dem Historiker komme, wenn überhaupt, nur die Rolle zu, zu überprüfen, inwieweit menschliches Handeln dem Willen Gottes entspreche.

#### Geiger
Was Hirsch überflüssig oder als Produkt der Graetzschen Phantasie empfand, fand im Gegensatz dazu Abraham Geiger zu wenig konturiert und herausgearbeitet: Geiger vermisst kausale Zusammenhänge, die Graetz hätte aufzeigen sollen; Graetz erzähle Geschichten, anstatt Geschichte zu analysieren und zu strukturieren. Ebenfalls kritisierte Geiger, dass Graetz seine Geschichtsbücher nicht in chronologischer Folge herausgebe, so dass man nur schwerlich einen Gesamtüberblick gewinnen und erkennen könne, was gegebenenfalls woraus folge.

#### Steinschneider
Moritz Steinschneider kritisierte Graetz’ angeblich schludrige Quellenarbeit und nahm ihm nicht ab, die Quellen seiner historischen Arbeit selbst in Augenschein genommen und geprüft zu haben. Er ging sogar so weit, Graetz „literarische Unehrlichkeit“ beziehungsweise „literarischen Diebstahl“ vorzuwerfen. Dass ein einzelner Mensch eine Gesamtgeschichte der Juden verfassen könne, erschien ihm ein Ding der Unmöglichkeit.

#### Smolenskin
Peretz Smolenskin fühlte sich in seiner russischen Ehre gekränkt und warf Graetz in seiner in Wien erscheinenden hebräischen Monatsschrift Haschachar vor, dass er, ebenso wie andere jüdische Wissenschaftler in Deutschland, nichts als Verachtung für die russische Judenheit übrig hätte. Während in Russland fünfmal so viele Juden lebten wie in Deutschland, sei aber beinahe ausschließlich von deutschen Juden die Rede, wenn es darum gehe, bedeutende Persönlichkeiten aus den verschiedensten Bereichen des Lebens zu skizzieren. Dieser Ansicht wurde allerdings verschiedentlich widersprochen, zum Beispiel von Elieser Lippmann in seiner Zeitschrift Hammagid oder auch von Jizchak Schlomo Fuchs.

#### Treitschke
Insbesondere vom nationaldeutschen Historiker und Publizisten Heinrich von Treitschke wurde Graetz vorgeworfen, allzu parteiisch an die Darstellung der Geschichte der Juden herangegangen zu sein – eine Kritik, die am Anfang des Berliner Antisemitismusstreits um die Rolle der Juden in der Gesellschaft des deutschen Kaiserreichs 1879/1880 stand. Im Gegensatz hierzu fand Graetz jedoch Unterstützung von Theodor Mommsen, der 1890 den Verein zur Abwehr des Antisemitismus gründete.
Ungeachtet der antisemitischen Anfeindungen durch Treitschke und Gleichgesinnte wurde Graetz jedoch wegen seines packenden Stils und der guten Lesbarkeit bis ins 20. Jahrhundert hinein einer der einflussreichsten jüdischen Historiker.

#### Dubnow
Selbst der Graetz sonst eher kritisch gegenüberstehende russisch-jüdische Historiker Simon Dubnow pries ihn in seiner Weltgeschichte des jüdischen Volkes als ein „architektonisches Genie“.

#### Adolph Kohut
Adolph Kohut schrieb über Graetz (Berühmte israelitische Männer und Frauen, 1900/1901): „Unbestreitbar ist er der grösste Geschichtsschreiber, den das Judentum bisher hervorgebracht hat … Leider ist er nicht immer objektiv genug, und sein Temperament reisst ihn zuweilen zu leidenschaftlichen Angriffen hin. Seine Vorliebe für Polen und Abneigung gegen deutsches Wesen und deutsche Bildung haben ihm manche heftigen Angriffe zugezogen. Wenn man jedoch bedenkt, dass er in seiner Jugend, als das Ghetto für das deutsche Israel noch nicht gefallen war, sich so manchen persönlichen Unbilden ausgesetzt sah, wird man sein Vorgehen psychologisch erklärlich finden …“

#### Wininger
Salomon Wininger: „… fruchtbarster und bekanntester jüdischer Historiker der Neuzeit … [Sein] Geschichtswerk ist zum Gemeingut der Judenheit auf dem ganzen Erdenrund geworden … es hat unserer Glaubensgemeinschaft nicht nur die Kenntnis ihrer ruhmreichen Vergangenheit vermittelt, sondern auch ihr den Glauben an ihre Zukunft wiedergegeben … überall, wo er Menschen, Völker, geschichtliche Ereignisse kritisch behandelt, war er stets von der Erkenntnis und Überzeugung erfüllt, dass das jüdische Volk eine erhabene Mission im Weltgeschehen zu erfüllen hat. Den Zweck seiner Arbeit sah er stets in der Verteidigung des Judentums gegen seine Feinde, die ihm jeden Wert eines Faktors der Geschichte absprechen. So ist es nun zu erklären, warum Graetz mitunter in seiner Auffassung geschichtlicher Momente u. hervorragender Persönlichkeiten subjektiv, einseitig u. parteiisch war …“

#### Meisl
Josef Meisl (in: Kaznelson …): „Eine von Zunz, Geiger und Steinschneider völlig verschiedenartige Erscheinung, übrigens von ihnen auch schwer angefeindet, stellt Heinrich Graetz dar … Graetz, der als der erste nationalgesinnte Historiker des jüdischen Volkes bezeichnet werden kann, hat die jüdische Geschichte als Einheit dargestellt, freilich nach der nicht gerade glücklichen Formel von Lernen und Leiden. Die Fundierung des Stoffes durch ein weitschichtiges, vielfach selbst entdecktes und durch kühne, bisweilen allzu kühne Kombinationen ausgewertetes Quellenmaterial und eine bemerkenswerte Kunst der Darstellung haben Graetz’ elfbändiger Geschichte der Juden einen besonderen Platz in der Wissenschaft des Judentums gesichert. Sie hat fruchtbare Anregungen gegeben, ungeachtet ihrer zahlreichen Irrtümer, unhaltbaren Hypothesen und sonstigen Mängel“

#### Stemberger
Günter Stemberger (Geschichte der jüdischen Literatur, München 1970, Seite 190): „Graetz […] schrieb eine „Leidens- und Gelehrtengeschichte“; die politischen und wirtschaftlichen Zusammenhänge interessierten ihn kaum. Obwohl weithin von L. v. Ranke abhängig, strebt er nicht nach einer Darstellung, wie es eigentlich gewesen ist, sondern lässt seinen subjektiven Vorlieben und Abneigungen weiten Raum. So treffend er die großen Gelehrten des Judentums zu zeichnen vermag, sowenig Verständnis bringt er für Mystik und Kabbala auf. Auch dem rabbinischen Judentum seiner polnischen Heimat steht er verständnislos gegenüber; er ignoriert die Leistungen der polnisch-russischen Haskala und verachtet das Jiddische. Auch die Geschichte der jüdischen Reform in Deutschland, der er bis 1848 nachgeht, stellt er als ihr Gegner sehr subjektiv dar. Dieser persönliche Einsatz hat allerdings sehr zu [sic] Lebendigkeit seiner Darstellung beigetragen.“

## Weitere Werke (Auswahl)
- חשבון חעתים. Wollstein 1832 (kalendarisches Werk über „Jüdische und deutsche Zeitrechnung“).
- תולדות אבות. ca. 1840 (Biographien der Mischnalehrer, nicht überkommen).
- (Über die Heiligkeit der jüdischen Begräbnisplätze.) In: Der Orient. Jahrgang 4, Nr. 49, 5. Dezember 1843, S. 391–392, (das erste literarische Auftreten des bisher unbekannten Studenten; anonym).
- Die Septuaginta im Talmud. In: Zeitschrift für die religiösen Interessen des Judenthums. Jahrgang 2, Nr. 11, 1845, S. 429–437, JSTOR:45132371.
- mit Bernhard Friedmann: Die angebliche Fortdauer des jüdischen Opfercultus nach der Zerstörung des zweiten Tempels. In: Theologische Jahrbücher. Band 7, Nr., 1848, S. 338–371.
- Jüdisch-geschichtliche Studien. In: Monatsschrift für Geschichte und Wissenschaft des Judenthums. (Jahrgang 1), Nr. 3, 1851, S. 112–120; Nr. 4, 1852, S. 156–162; Nr. 5, 1852, S. 192–202; Nr. 8, 1852, S. 307–322.
- Die talmudische Chronologie und Topographie. In: Monatsschrift für Geschichte und Wissenschaft des Judenthums. (Jahrgang 1), Nr. 13, 1852, S. 509–521.
- Die absetzbaren Hohenpriester während des zweiten Tempels. In: Monatsschrift für Geschichte und Wissenschaft des Judenthums. (Jahrgang 1), Nr. 15, 1852, S. 585–596.
- Die talmudische Topographie. In: Monatsschrift für Geschichte und Wissenschaft des Judenthums. Jahrgang 2, Nr. 4, 1853, S. 585–596.
- Hagadische Elemente bei den Kirchenvätern. In: Monatsschrift für Geschichte und Wissenschaft des Judenthums. Jahrgang 3, Nr. 8, 1854, S. 311–319; Nr. 9, 1854, S. 352–355; Nr. 10, 1854, S. 381–387; Nr. 11, 1854, S. 428–431; Jahrgang 4, Nr. 5, 1855, S. 186–192.
- Die Zelotenführer Eleasar, Sohn Ananias. Eine Scene aus dem Aufstande der Juden zur Zeit der Zerstörung des zweiten Tempels. In: Jahrbuch für Israeliten. Neue Folge, Jahrgang 2, 5616 = 1855/1856 (1855), S. 18–33.
- Don Joseph, Herzog von Naxos, Graf von Andros und Donna Gracia Naßi. Eine Biographie. In: Jahrbuch für Israeliten. Neue Folge, Jahrgang 3, 5617 = 1856/1857 (1856), S. 1–39.
- Salomo Molcho und David Rëubeni. Eine Biographie. In: Monatsschrift für Geschichte und Wissenschaft des Judenthums. Jahrgang 5, Nr. 8, 1856, S. 205–215; Nr. 7, 1856, S. 241–261.
- Die Chronologie der gaonäischen Epoche vom Beginn des zweiten Jahrtausend der seleucidischen Aera (689 der übl. Zeitr.) bis Saadia. In: Monatsschrift für Geschichte und Wissenschaft des Judenthums. Jahrgang 6, Nr. 9, 1857, S. 336–344; Nr. 10, 1857, S. 381–386.
- Die große Versammlung (Kneset ha-gedola), ihre Geschichtlichkeit, Zahl, Bedeutung, Zeit und Leistung. In: Monatsschrift für Geschichte und Wissenschaft des Judenthums. Jahrgang 6, Nr. 1, 1857, S. 31–37; Nr. 2, 1857, S. 61–70.
- Der Prophet Jeremia. Eine biographische Skizze. In: Jahrbuch für Israeliten. Neue Folge, Jahrgang 4, 5618 = 1857/1858 (1857), S. 1–30.
- Simon der Gerechte und seine Zeit. In: Monatsschrift für Geschichte und Wissenschaft des Judenthums. Jahrgang 6, Nr. 2, 1857, S. 45–56.
- Autorschaft, Abfassungszeit und Composition der Halachot Gedolot. In: Monatsschrift für Geschichte und Wissenschaft des Judenthums. Jahrgang 7, Nr. 6, 1858, S. 217–228.
- Jekutiel und Joseph Ibn-Migasch. In: Monatsschrift für Geschichte und Wissenschaft des Judenthums. Jahrgang 7, Nr. 12, 1858, S. 453–459.
- Der Prophet Ezechiel. Ein Lebensbild. In: Jahrbuch für Israeliten. Neue Folge, Jahrgang 5, 5619 = 1858/1859 (1858), S. 95–112.
- Die westgothische Gesetzgebung in Betreff der Juden. In: Jahresbericht des jüdisch-theologischen Seminars „Fraenckelscher Stiftung“. 1858, S. 1–36.
- Die Anfänge der neuhebräischen Poesie. In: Monatsschrift für Geschichte und Wissenschaft des Judenthums. Jahrgang 8, Nr. 11, 1859, S. 401–413; Jahrgang 9, Nr. 1, 1860, S. 19–29; Jahrgang 9, Nr. 2, 1860, S. 57–69.
- Die freien jüdischen Stämme und das jüdische Reich auf der arabischen Halbinsel vor Muhammed. In: Kalender und Jahrbuch für die jüdischen Gemeinden Preußens. Jahrgang 3, 5619 = 1858/1859 (1859), S. 145–158.
- Der Minister-Rabbiner Samuel Ibn-Nagréla, eine Biographie. In: Jahrbuch für Israeliten. Neue Folge, Jahrgang 6, 5620 = 1859/1860 (1859), S. 1–16.
- Die mystische Literatur in der gaonäischen Epoche. In: Monatsschrift für Geschichte und Wissenschaft des Judenthums. Jahrgang 8, Nr. 2, 1859, S. 67–78; Nr. 3, 1859, S. 103–118; Nr. 4, 1859, S. 140–153.
- Zur hebräischen Sprachkunde und Bibelexegese. In: Monatsschrift für Geschichte und Wissenschaft des Judenthums. Jahrgang 10, Nr. 1, 1861, S. 20–28.
- Der jüdische Staatsmann Saod-Addaula und der Rabbiner Mair von Rothenburg. In: Jahrbuch für Israeliten. Neue Folge, Jahrgang 9, 5623 = 1862/1863 (1862), S. 40–54.
- Leketh schoschanim. Blumenlese neuhebräischer Dichtungen, geschichtlichen und literarhistorischen Inhalts vom zweiten bis zum dreizehnten Jahrhundert, chronologisch geordnet. Schletter, Breslau 1862.
- Dauer der gewaltsamen Hellenisierung der Juden und die Tempelentweihung des Antiochus Epiphanes In: Jahresbericht des jüdisch-theologischen Seminars „Fraenckelscher Stiftung“. 1864, S. I–XIV.
- Mose Almosnino. Eine Skizze. In: Monatsschrift für Geschichte und Wissenschaft des Judenthums. Jahrgang 13, Nr. 1, 1864, S. 23–36.
- Die Entwicklungsstadien des Messiasglaubens. In: Jahrbuch für Israeliten. Neue Folge, Jahrgang 11, 5625 = 1864/1865 (1865), S. 1–29.
- Frank und die Frankisten, eine Sekten-Geschichte aus der letzten Hälfte des vorigen Jahrhundertes. In: Jahresbericht des jüdisch-theologischen Seminars „Fraenckel’scher Stiftung“. 1868, S. 1–90.
- Kohélet, oder der Salomonische Prediger. Übersetzt und kritisch erläutert. Winter, Leipzig 1871, (Digitalisat).
- Schir ha-Schirim oder das Salomonische Hohelied. Übersetzt und kritisch erläutert. Braumüller, Wien 1871, (Digitalisat).
- Der einheitliche Charakter der Prophetie Joels und die künstlerische Gliederung ihrer Theile. In: Jahresbericht des jüdisch-theologischen Seminars „Fraenckel’scher Stiftung“. 1873, S. 1–35.
- Erwiderung an Herrn von Treitschke. In: Schlesische Presse. Nr. 859, 7. Dezember 1879.
- Das Königreich Mesene und seine jüdische Bevölkerung. In: Jahresbericht des jüdisch-theologischen Seminars „Fraenckelscher Stiftung“. 1879, S. 1–44.
- Shylock in der Sage, im Drama und in der Geschichte. In: Monatsschrift für Geschichte und Wissenschaft des Judenthums, 1880, Jahrgang 29, Nr. 8, S. 337–354; Nr. 9, 1880, S. 387–403.
- Die Psalmen. Kritischer Kommentar nebst Text und Übersetzung. 3 Bände (1 Text-, 2 Kommentar-Bände). Schottlaender, Breslau 1881–1883.
- (anonym:) Briefwechsel einer englischen Dame über Judenthum und Semitismus. Levy & Müller, Stuttgart 1883, (Digitalisat).
- Exegetische Studien zu den Salomonischen Sprüchen. In: Monatsschrift für Geschichte und Wissenschaft des Judenthums. Jahrgang 33, Nr. 4, 1884, S. 145–160; Nr. 5, 1884, S. 193–207; Nr. 6, 1884, S. 241–254; Nr. 7, 1884, S. 289–304; Nr. 9, 1884, S. 414–431; Nr. 10, 1884, S. 433–447.
- Die jüdischen Proselyten im Römerreiche unter den Kaisern Domitian, Nerva, Trajan und Hadrian. In: Jahres-Bericht des jüdisch-theologischen Seminars „Fraenckel’scher Stiftung“. 1884, S. 1–38.
- Sikarikon-Gesetz. In: Jahresbericht des jüdisch-theologischen Seminars „Fraenckel’scher Stiftung“. 1892, S. 3–18.
- Emendationes in plerosque Sacrae Scripturae Veteris Testamenti libros secundum veterum versiones nec non auxiliis criticis caeteris adhibitis. Ex relicto defuncti auctoris manuscripto edidit Guil. Bacher. 3 Teile. Schottlaender, Breslau 1892–1894, (posthum, unter äußerlich ungünstigen Umständen[17]).
- Auch Graetz’ Tagebuch ist erhalten:
  - Heft I. über Wollstein, Posen
  - Heft II. über Oldenburg
  - Heft III. über seine „Hofmeistertätigkeit“ in Ostrowo 1840–1842
  - Heft IV. über die Zeit des Studiums in Breslau
  - Heft V. und VI. über seine Bemühungen, eine Lebensstellung zu finden, sowie über die ersten Breslauer Amtsjahre
    - dazu: Marcus Brann: Aus H. Graetzens Lehr- und Wanderjahren. In: Monatsschrift für Geschichte und Wissenschaft des Judentums. Jahrgang 62, Nr. 3, 1918, S. 231–265; Jahrgang 63, Nr. 1, 1919, S. 34–47; Nr. 3, 1919, S. 343–363; Jahrgang 64, Nr. 2, 1920, S. 143–156.
    - Ausgabe: Heinrich Graetz: Tagebuch und Briefe (= Schriftenreihe wissenschaftlicher Abhandlungen des Leo-Baeck-Instituts. 34). Herausgegeben und mit Anmerkungen versehen von Reuven Michael. Mohr, Tübingen 1977, ISBN 3-16-838762-2.